# Jonathan Meath

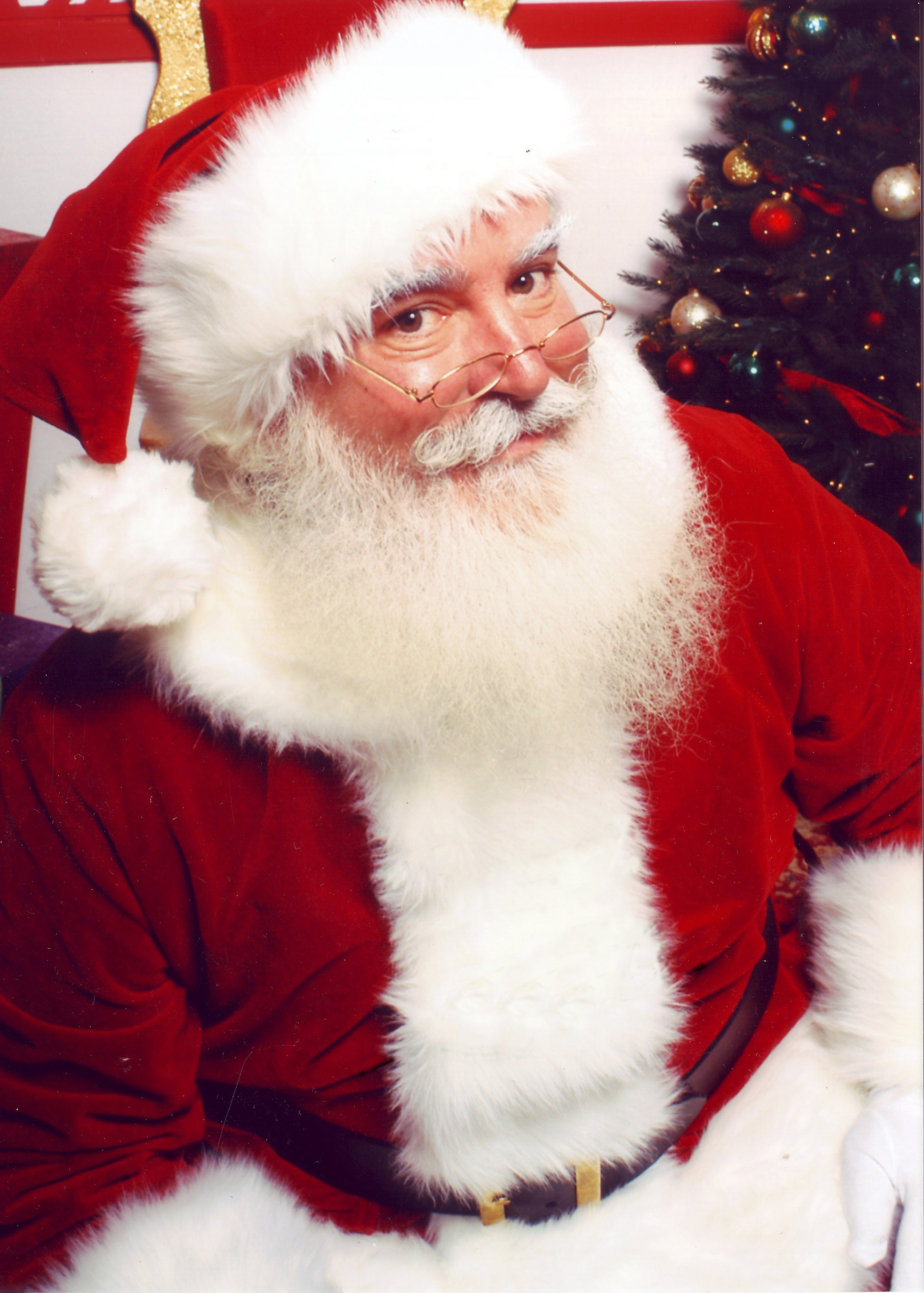
Jonathan Meath (2010)

Jonathan G. Meath (* 16. September 1955 in Baltimore, Maryland) ist ein US-amerikanischer Fernsehproduzent. Er wurde weltweit als Weihnachtsmann-Darsteller tätig.

## Leben
Jonathan Meath absolvierte 1979 die New York University und wurde nach dieser Zeit in der US-Medienwelt tätig. In den 1990er Jahren kam er zu Jim Henson, wo er als Produzent von Die wunderbare Welt des Dr. Seuss aktiv wurde. Es folgte die Kinder-Gameshow Jagd um die Welt – schnappt Carmen Sandiego oder die Spielshow Zoom.
Jonathan Meath, der schon lange einen Vollbart trug, wurde ab 2007 als professioneller Weihnachtsmann-Darsteller tätig. Er kam schließlich zur The Coca-Cola Company, dort wurde er weltweit als Werbeträger zur Weihnachtszeit eingesetzt.